# James Lesure
James Lesure, född 21 september 1970 i Los Angeles, Kalifornien, USA, amerikansk skådespelare.

## Filmografi i urval[2]
- 1995 – Rött hav – vakt 2
- 2003–2008 – Las Vegas (TV-serie)
- 2005 – The Ring 2 – läkaren
- 2018 – Good Girls (TV-serie)